# 루스탐 툴라가노프
루스탐 툴키노비치 툴라가노프(우즈베크어: Rustam To'lqinovich To'laganov 루스탐 톨키노비치 톨라가노프, 러시아어: Руста́м Тулкинович Тулаганов, 1991년 10월 8일~) 또는 루스탐 툴킨 우글리 툴라가노프(우즈베크어: Rustam To'lqin o'g'li To'laganov 루스탐 톨킨 오길리 톨라가노프, 러시아어: Рустам Тулкин угли Тулаганов)는 우즈베키스탄의 권투 선수이다. 2016년 하계 올림픽 남자 헤비급에서 동메달을 획득했으며 아시아 선수권 대회에서 은메달 1개를 획득했다.
툴라가노프는 2017년부터 201년까지 프로 권투 선수로 활동했다.